# Список космических запусков СССР в 1966 году
Список космических запусков СССР в 1966 году
| Дата        | Ракета-носитель | Полезная нагрузка (тип)  | Космодром / Стартовый комплекс | SCD/NSSDC ID      | Результат |
| ----------- | --------------- | ------------------------ | ------------------------------ | ----------------- | --------- |
| 7 января    | Восток-2        | Космос-104 (Зенит-2)     | Байконур 31                    | 01903 / 1966-001A | Успех     |
| 22 января   | Восток-2        | Космос-105 (Зенит-2)     | Байконур 31                    | 01945 / 1966-003A | Успех     |
| 25 января   | Космос 63C1М    | Космос-106 (ДС-П1-И № 1) | Капустин Яр 86/1               | 01949 / 1966-004A | Успех     |
| 31 января   | Молния-М        | Луна-9 (Е-6М)            | Байконур 31                    | 01954 / 1966-006A | Успех     |
| 10 февраля  | Восток-2        | Космос-107 (Зенит-2)     | Байконур 31                    | 01998 / 1966-010A | Успех     |
| 11 февраля  | Космос 63C1     | Космос-108 (ДС-У1-Г № 1) | Капустин Яр 86/1               | 02002 / 1966-011A | Успех     |
| 19 февраля  | Восход          | Космос-109 (Зенит-4)     | Байконур 31                    | 02019 / 1966-014A | Успех     |
| 21 февраля  | Космос 63C1     | ДС-К-40 № 2              | Капустин Яр 86/1               |                   | Неудача   |
| 22 февраля  | Восход          | Космос-110 (Восход-3КВ)  | Байконур                       | 02070 / 1966-015A | Успех     |
| 1 марта     | Молния-М        | Космос-111 (ЕС-6С)       | Байконур 31                    | 02093 / 1966-017A | Неудача   |
| 17 марта    | Восток-2        | Космос-112 (Зенит-2)     | Плесецк 41/1                   | 02107 / 1966-021A | Успех     |
| 21 марта    | Восход          | Космос-113 (Зенит-4)     | Байконур 31                    | 02114 / 1966-023A | Успех     |
| 24 марта    | Протон          | Протон                   | Байконур 81                    |                   | Неудача   |
| 27 марта    | Молния          | Молния-1 № 5             | Байконур 31                    |                   | Неудача   |
| 31 марта    | Молния-М        | Луна-10 (ЕС-6С)          | Байконур 31                    | 02126 / 1966-027A | Успех     |
| 6 апреля    | Восход          | Космос-114 (Зенит-4)     | Плесецк 41/1                   | 02133 / 1966-028A | Успех     |
| 20 апреля   | Восток-2        | Космос-115 (Зенит-2)     | Байконур 31                    | 02147 / 1966-033A | Успех     |
| 25 апреля   | Молния          | Молния-1-03 (Молния-1)   | Байконур 31                    | 02151 / 1966-035A | Успех     |
| 26 апреля   | Космос 63C1М    | Космос-116 (ДС-П1-Ю № 6) | Капустин Яр 86/1               | 02152 / 1966-036A | Успех     |
| 6 мая       | Восток-2        | Космос-117 (Зенит-2)     | Байконур 31                    | 02163 / 1966-037A | Успех     |
| 11 мая      | Восток-2М       | Космос-118 (Метеор)      | Байконур 31                    | 02168 / 1966-038A | Успех     |
| 17 мая      | Восход          | Зенит-4                  | Плесецк 41/1                   |                   | Неудача   |
| 24 мая      | Космос-2        | Космос-119 (ДС-У2-И № 1) | Капустин Яр 86/1               | 02182 / 1966-043A | Успех     |
| 8 июня      | Восход          | Космос-120 (Зенит-2)     | Байконур 31                    | 02196 / 1966-050A | Успех     |
| 17 июня     | Восход          | Космос-121 (Зенит-4)     | Плесецк 41/1                   | 02210 / 1966-054A | Успех     |
| 25 июня     | Восток-2М       | Космос-122 (Метеор)      | Байконур 31                    | 02254 / 1966-057A | Успех     |
| 6 июля      | Протон          | Протон-3 (Протон)        | Байконур 81/23                 | 02290 / 1966-060A | Успех     |
| 8 июля      | Космос 63C1     | Космос-123 (ДС-П1-Ю № 5) | Капустин Яр 86/1               | 02295 / 1966-061A | Успех     |
| 14 июля     | Восход          | Космос-124 (Зенит-2)     | Байконур 31                    | 02325 / 1966-064A | Успех     |
| 20 июля     | 11А510          | Космос-125 (УС-А)        | Байконур 31                    | 02351 / 1966-067A | Успех     |
| 28 июля     | Восход          | Космос-126 (Зенит-4)     | Байконур 31                    | 02368 / 1966-068A | Успех     |
| 8 августа   | Восход          | Космос-127 (Зенит-4)     | Байконур 31                    | 02391 / 1966-071A | Успех     |
| 24 августа  | Молния-М        | Луна-11 (Е-6ЛФ)          | Байконур 31                    | 02406 / 1966-078A | Успех     |
| 27 августа  | Восход          | Космос-128 (Зенит-4)     | Байконур                       | 02409 / 1966-079A | Успех     |
| 16 сентября | Восток-2        | Зенит-2                  | Байконур 31                    |                   | Неудача   |
| 17 сентября | Р-36орб         | СОБ                      | Байконур 162                   | 02437 / 1966-088A | Успех     |
| 14 октября  | Восток-2        | Космос-129 (Зенит-2)     | Плесецк 41/1                   | 02491 / 1966-091A | Успех     |
| 20 октября  | Молния          | Молния-1-04 (Молния-1)   | Байконур 1                     | 02501 / 1966-092A | Успех     |
| 20 октября  | Восход          | Космос-130 (Зенит-4)     | Байконур 31                    | 02502 / 1966-093A | Успех     |
| 22 октября  | Молния-М        | Луна-12 (Е-6ЛФ)          | Байконур 31                    | 02508 / 1966-094A | Успех     |
| 2 ноября    | Р-36орб         | СОБ                      | Байконур 162                   | 02536 / 1966-101A | Успех     |
| 12 ноября   | Восход          | Космос-131 (Зенит-4)     | Плесецк 41/1                   | 02568 / 1966-105A | Успех     |
| 16 ноября   | Космос-3        | Стрела-1                 | Байконур                       |                   | Неудача   |
| 19 ноября   | Восток-2        | Космос-132 (Зенит-2)     | Байконур 31                    | 02599 / 1966-106A | Успех     |
| 28 ноября   | Союз            | Космос-133 (Союз 7К-ОК)  | Байконур 31                    | 02601 / 1966-107A | Успех     |
| 3 декабря   | Восход          | Космос-134 (Зенит-4)     | Байконур 31                    | 02603 / 1966-108A | Успех     |
| 12 декабря  | Космос-2        | Космос-135 (ДС-У2-МП)    | Капустин Яр 86/1               | 02612 / 1966-112A | Успех     |
| 19 декабря  | Восток-2        | Космос-136 (Зенит-2)     | Плесецк 41/1                   | 02624 / 1966-115A | Успех     |
| 21 декабря  | Молния-М        | Луна-13 (Е-6М)           | Байконур 1                     | 02626 / 1966-116A | Успех     |
| 21 декабря  | Космос 63C1     | Космос-137 (ДС-У2-Д № 1) | Капустин Яр 86/1               | 02627 / 1966-117A | Успех     |

14.12.1966г на площадке 31/6 Байконура, после отмены пуска Р-Н Союз(11А511) с беспилотным КК «Союз 7К-ОК» во время слива топлива возник пожар и ракета взорвалась, разрушив стартовую площадку.

## Статистика
Количество запусков: 50
Успешных запусков: 43
| Ракета-носитель | Число стартов | Неудачи | Примечания |
| --------------- | ------------- | ------- | ---------- |
| Восток          | 12            | 1       |            |
| Космос-2        | 8             | 1       |            |
| Космос-3        | 1             | 1       |            |
| Молния          | 9             | 2       |            |
| Восход          | 14            | 1       |            |
| Протон          | 2             | 1       |            |
| Союз            | 1             | 0       |            |
| 11А510          | 1             | 0       |            |
| Р-36орб         | 2             | 0       |            |

| Космодром   | Число стартов | Неудачи | Примечания |
| ----------- | ------------- | ------- | ---------- |
| Байконур    | 35            | 5       |            |
| Капустин Яр | 8             | 1       |            |
| Плесецк     | 7             | 1       |            |

## Прочие события
| Дата        | Событие |
| ----------- | --- |
| 13 января   | Прекратил существование, войдя в плотные слои атмосферы, советский спутник «Космос-102» (01867 / 1965-111A). |
| 14 января   | В Москве во время операции скончался Главный конструктор советских ракетно-космических систем, основоположник практической космонавтики Сергей Павлович КОРОЛЕВ. |
| 15 января   | На территории СССР совершил посадку спускаемый аппарат советского разведывательного спутника «Космос-104» (01903 / 1966-001A). |
| 18 января   | Прекратил существование, войдя в плотные слои атмосферы, советский спутник «Космос-95» (01706 / 1965-088A). |
| 30 января   | На территории СССР совершил посадку спускаемый аппарат советского разведывательного спутника «Космос-105» (01945 / 1966-003A). |
| 3 февраля   | Время — 18:45. Советская автоматическая станция «Луна-9» (01954 / 1966-060A) впервые в мире совершила мягкую посадку на поверхности Луны в Океане Бурь, западнее кратеров Рейнер и Марий, в точке с координатами 64 градуса 22 минуты западной долготы и 7 градусов 8 минут северной широты. Со станцией были проведены 7 сеансов связи общей продолжительностью более 8 часов. Во время этих сеансов АМС передавала панорамное изображение поверхности Луны вблизи места посадки. |
| 6 февраля   | Прекратил существование, войдя в плотные слои атмосферы, советский научный спутник «Протон-2» (01701 / 1965-087A). |
| 18 февраля  | На территории СССР совершил посадку спускаемый аппарат советского разведывательного спутника «Космос-107» (01998 / 1966-010A). |
| 22 февраля  | Первый успешный пуск твердотопливной межконтинентальной ракеты РТ-2. |
| 27 февраля  | Советская автоматическая межпланетная станция «Венера-2» (01730 / 1965-091A) прошла на расстоянии 24000 километров от поверхности Венеры. |
| 27 февраля  | На территории СССР совершил посадку спускаемый аппарат советского разведывательного спутника «Космос-109» (02019 / 1966-014A). |
| 1 марта     | Советская автоматическая межпланетная станция «Венера-3» (01733 / 1965-092A) достигла поверхности Венеры. |
| 3 марта     | Прекратил существование, войдя в плотные слои атмосферы, советский спутник «Космос-111» (02093 / 1966-017A). |
| 16 марта    | Прекратил существование, войдя в плотные слои атмосферы, советский спутник «Космос-76» (01464 / 1965-059A). |
| 16 марта    | На территории СССР совершил мягкую посадку спускаемый аппарат советского биологического спутника «Космос-110» (02070 / 1966-015A). На Землю возвращены собаки Ветерок и Уголек, а также биологические объекты. |
| 16 марта    | Космодром Байконур, стартовый комплекс № 67. Пуск ракеты-носителя «Р-36-0», которая должна была вывести на околоземную орбиту советский спутник типа «ОСБ». |
| 25 марта    | На территории СССР совершил посадку спускаемый аппарат советского спутника-фоторазведчика «Космос-112» (02107 / 1966-021A). |
| 29 марта    | На территории СССР совершил посадку спускаемый аппарат советского спутника «Космос-113» (02114 / 1966-023A). |
| 3 апреля    | Советская автоматическая станция «Луна-10» (02126 / 1966-027A) впервые в мире вышла на орбиту вокруг Луны. Первый в мире искусственный спутник Луны. |
| 14 апреля   | На территории СССР совершил посадку спускаемый аппарат советского разведывательного спутника «Космос-114» (02133 / 1966-028A). |
| 28 апреля   | На территории СССР совершил посадку спускаемый аппарат советского разведывательного спутника «Космос-115» (02147 / 1966-033A). |
| 14 мая      | На территории СССР совершил посадку спускаемый аппарат советского разведывательного спутника «Космос-117» (02163 / 1966-037A). |
| 19 мая      | Космодром Байконур, стартовый комплекс № 69. Пуск по баллистической траектории ракеты-носителя «Р-36-0» со спутником типа «ОСБ». |
| 29 мая      | Советская автоматическая межпланетная станция «Луна-10» (02126 / 1966-027A) упала на поверхность Луны. |
| 8 июня      | Прекратил существование, войдя в плотные слои атмосферы, советский спутник «Полет-2» (00784 / 1964-019B). |
| 16 июня     | На территории СССР совершил посадку спускаемый аппарат советского разведывательного спутника «Космос-120» (02196 / 1966-050A). |
| 25 июня     | На территории СССР совершил посадку спускаемый аппарат советского разведывательного спутника «Космос-121» (02210 / 1966-054A). |
| 30 июня     | Создан совет «Интеркосмос» при АН СССР по международному сотрудничеству в области исследования космического пространства. |
| 12 июля     | Прекратил существование, войдя в плотные слои атмосферы, советский спутник «Космос-101» (01846 / 1965-107A). |
| 22 июля     | На территории СССР совершил посадку спускаемый аппарат советского спутника-фоторазведчика «Космос-124» (02325 / 1966-064A). |
| 2 августа   | Прекратил существование, войдя в плотные слои атмосферы, советский спутник «Космос-125» (02351 / 1966-067A). |
| 6 августа   | На территории СССР совершил посадку спускаемый аппарат советского спутника «Космос-126» (02368 / 1966-068A). |
| 12 августа  | Прекратил существование, войдя в плотные слои атмосферы, советский спутник «Космос-53» (00983 / 1965-006A). |
| 16 августа  | На территории СССР совершил посадку спускаемый аппарат советского спутника «Космос-127» (02391 / 1966-071A). |
| 27 августа  | Советская автоматическая межпланетная станция «Луна-11» (02406 / 1966-078A) выведена на орбиту вокруг Луны. |
| 4 сентября  | На территории СССР совершил посадку спускаемый аппарат советского спутника «Космос-128» (02409 / 1966-079A). |
| 16 сентября | Прекратил существование, войдя в плотные слои атмосферы, советский научный спутник «Протон-3» (02290 / 1966-060A). |
| 1 октября   | Космодром Капустин Яр. Пуск геофизической ракеты «Р-5В», которая подняла на высоту 160 километров автоматическую ионосферную лабораторию «Янтарь-1». Затем с помощью собственных двигателей лаборатория была поднята на высоту 400 километров, откуда совершила спуск с использованием собственных двигателей. Проведены научные исследования в верхних слоях атмосферы. |
| 4 октября   | Советская автоматическая межпланетная станция «Луна-11» (02406 / 1966-078A) упала на поверхность Луны. |
| 21 октября  | На территории СССР совершил посадку спускаемый аппарат советского спутника-фоторазведчика «Космос-129» (02491 / 1966-091A). |
| 25 октября  | Советская автоматическая межпланетная станция «Луна-12» (02508 / 1966-094A) выведена на орбиту вокруг Луны. |
| 28 октября  | На территории СССР совершил посадку спускаемый аппарат советского спутника «Космос-130» (02502 / 1966-093A). |
| 11 ноября   | Прекратил существование, войдя в плотные слои атмосферы, необъявленный советский спутник (02437 / 1966-088A). |
| 14 ноября   | Прекратил существование, войдя в плотные слои атмосферы, советский спутник «Космос-106» (01949 / 1966-004A). |
| 20 ноября   | На территории СССР совершил посадку спускаемый аппарат советского разведывательного спутника «Космос-131» (02568 / 1966-105A). |
| 21 ноября   | Прекратил существование, войдя в плотные слои атмосферы, советский спутник «Космос-108» (02002 / 1966-011A). |
| 27 ноября   | На территории СССР совершил посадку спускаемый аппарат советского разведывательного спутника «Космос-132» (02599 / 1966-106A). |
| 29 ноября   | Прекратил существование, войдя в плотные слои атмосферы, необъявленный советский спутник (02536 / 1966-101A). |
| 30 ноября   | Прекратил существование, войдя в плотные слои атмосферы, советский спутник «Космос-119» (02182 / 1966-043A). |
| 30 ноября   | На территории СССР совершил посадку спускаемый аппарат советского разведывательного спутника «Космос-133» (02601 / 1966-107A). |
| 3 декабря   | Прекратил существование, войдя в плотные слои атмосферы, советский спутник «Космос-116» (02152 / 1966-036A). |
| 10 декабря  | Прекратил существование, войдя в плотные слои атмосферы, советский спутник «Космос-123» (02295 / 1966-061A). |
| 11 декабря  | На территории СССР совершил посадку спускаемый аппарат советского разведывательного спутника «Космос-134» (02603 / 1966-108A). |
| 14 декабря  | Космодром Байконур, стартовый комплекс № 31. Попытка пуска ракеты-носителя «Союз 11А511», которая должна была вывести на околоземную орбиту советский беспилотный космический корабль типа «Союз 7К-ОК», сер. № 1.Из-за неисправности ракеты-носителя в момент старта пуск был отменен. После сведения ферм обслуживания начались работы по сливу топлива из баков. Через 27 минут после отмены пуска внезапно сработала система аварийного спасения космического корабля «Союз». Возник пожар и ракета-носитель взорвалась, полностью разрушив стартовую площадку. Погиб майор Коростылев. |
| 18 декабря  | Прекратил существование, войдя в плотные слои атмосферы, советский спутник «Космос-70» (01431 / 1965-052A). |
| 24 декабря  | Советская автоматическая межпланетная станция «Луна-13» (02626 / 1966-116A) совершила мягкую посадку на поверхность Луны в Океане Бурь в точке с координатами 62 градуса 3 минуты западной долготы и 18 градусов 52 минуты северной широты. |
| 27 декабря  | На территории СССР совершил посадку спускаемый аппарат советского спутника-фоторазведчика «Космос-136» (02624 / 1966-115A). |